# Михайлівський ентомологічний заказник (Чугуївський район)
Михайлівський — ентомологічний заказник місцевого значення. Об'єкт розташований на території Чкаловської селищної громади Чугуївського району Харківської області, на схід від села Михайлівка.
Площа — 5,6 га, статус отриманий у 1984 році.
Охороняється ділянка типчаково-різнотравного степу у балці «Михайлівська». Заказник підтримує існування степових комах-запилювачів сільськогосподарських культур: рофітоїдес сірий, номія, мелітта звичайна, мелітурга булавовуса, джмелі кам'яний та глинистий. Деякі з них занесені до Червоної книги України.